# Aenictus icarus
Aenictus icarus är en myrart som beskrevs av Auguste-Henri Forel 1911. Aenictus icarus ingår i släktet Aenictus och familjen myror.

## Underarter
Arten delas in i följande underarter:
- A. i. icarus
- A. i. incautus